# Жовтневый посёлок (Львов)
Посёлок Жовтневый — посёлок усадебной застройки на территорий Левандовки во Львове. Построен в конце 1950-х — в начале 1960-х годах. Архитекторы: М. Вендзилович, Л. Тимченко, Г. Шведский-Винецкий.

## Архитектура
Генплан постройки поселка Жовтневого разработан в 1958 году. Для застройки района использованы лучшие конкурсные проекты одноэтажных с мансардами и двухэтажных блоковых домов на две квартиры. Дома имели плоские крыши, угловые закругленные балконы, сочетание в согласовании балконов массива кирпичной кладки и металлических решеток.
Прототипом для стилизации стали архитектурные формы «буржуазной Польши». Но это было раскритиковано и осуждено искусствоведами М. Цапенко и М. Иванченко.

## Расположение
- Северная черта — ул. Кузняровка
- Южная черта — ул. Левандовская
- Западная черта — Левандовский парк
- Восточная черта — Левандовское озеро

## Транспорт
Вблизи поселка проходит троллейбусный маршрут № 12

## Галерея

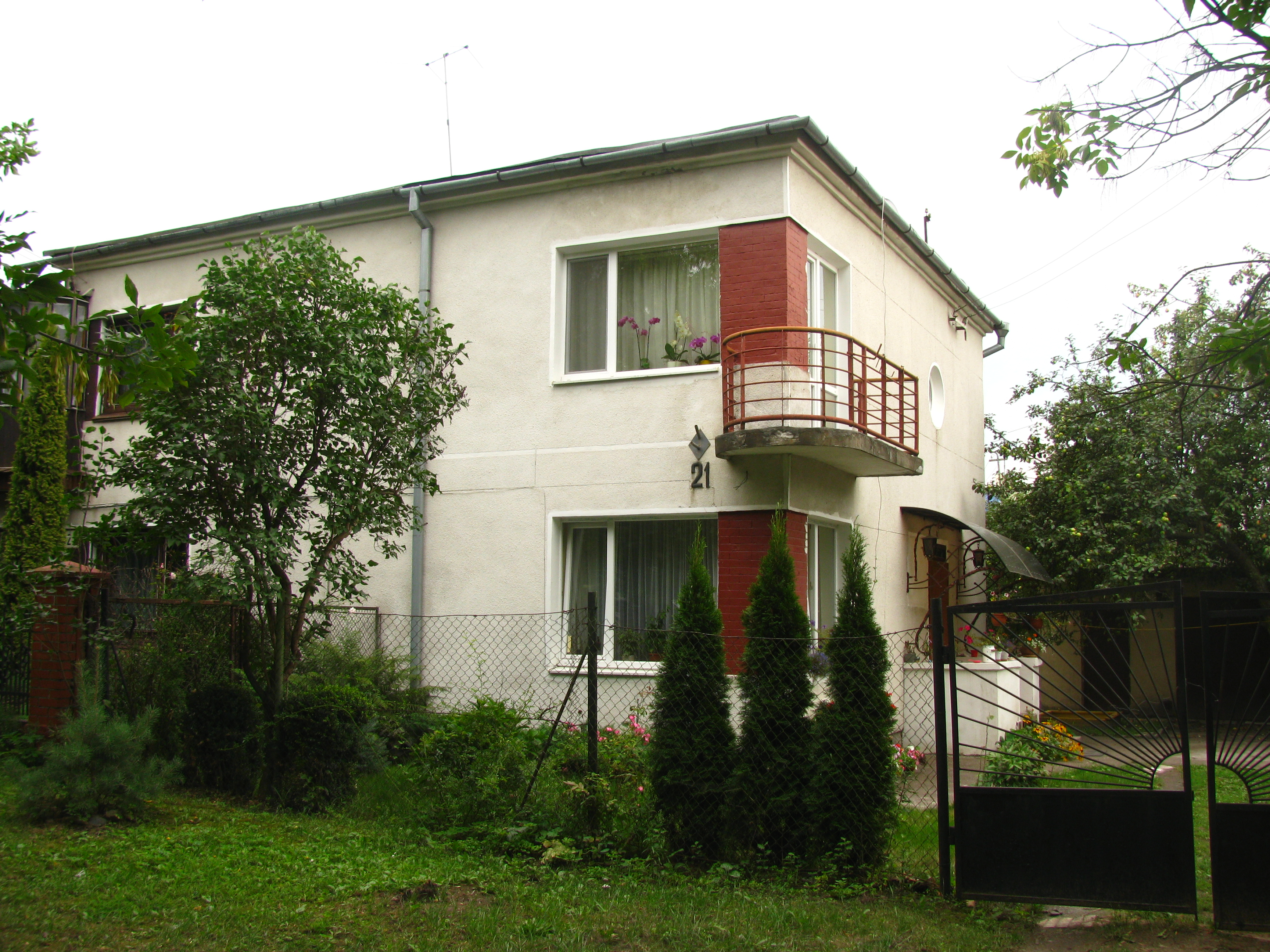
ул. Повитряная, 21 (2012)
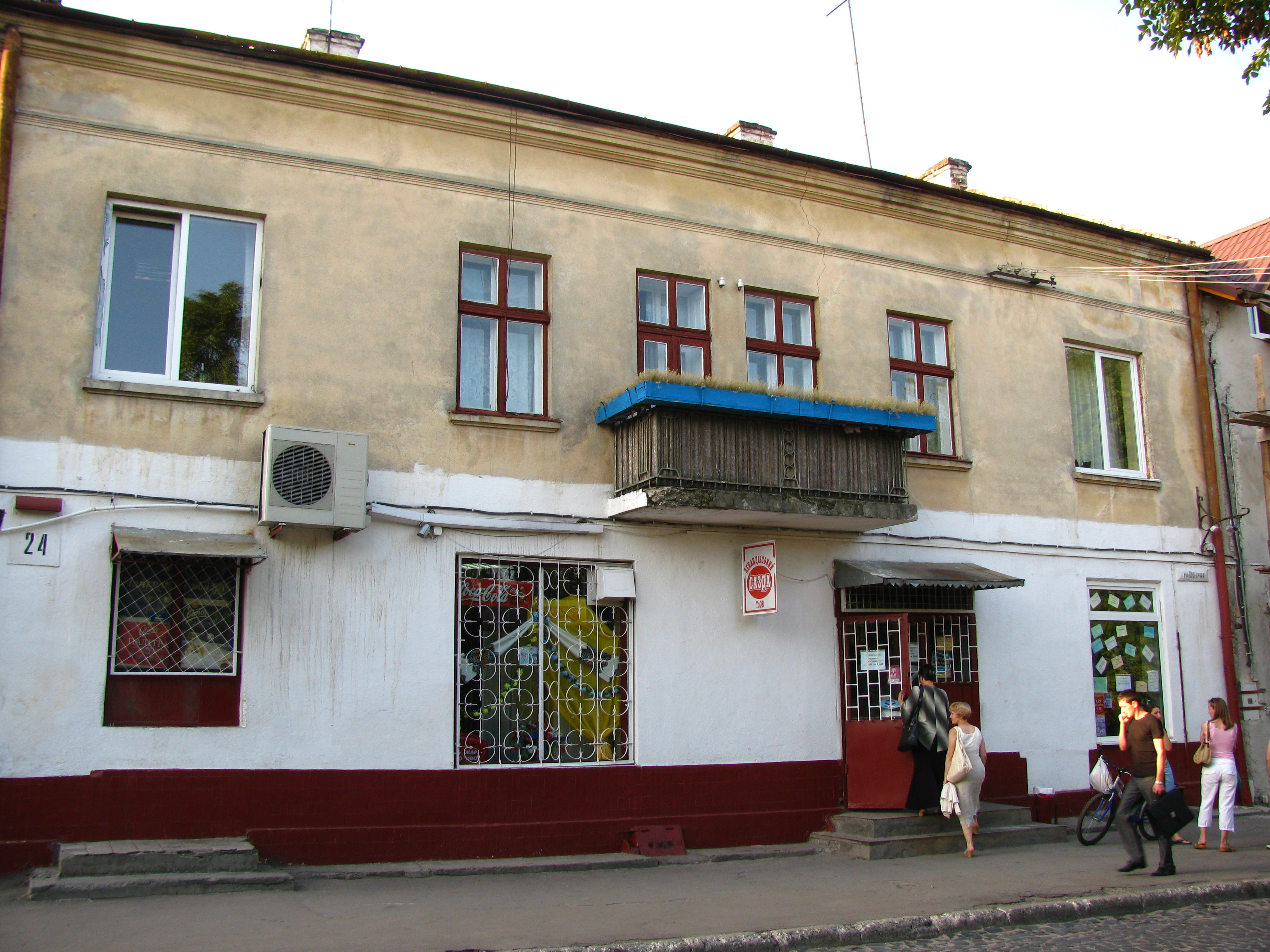
ул. Повитряная, 24 (2011)
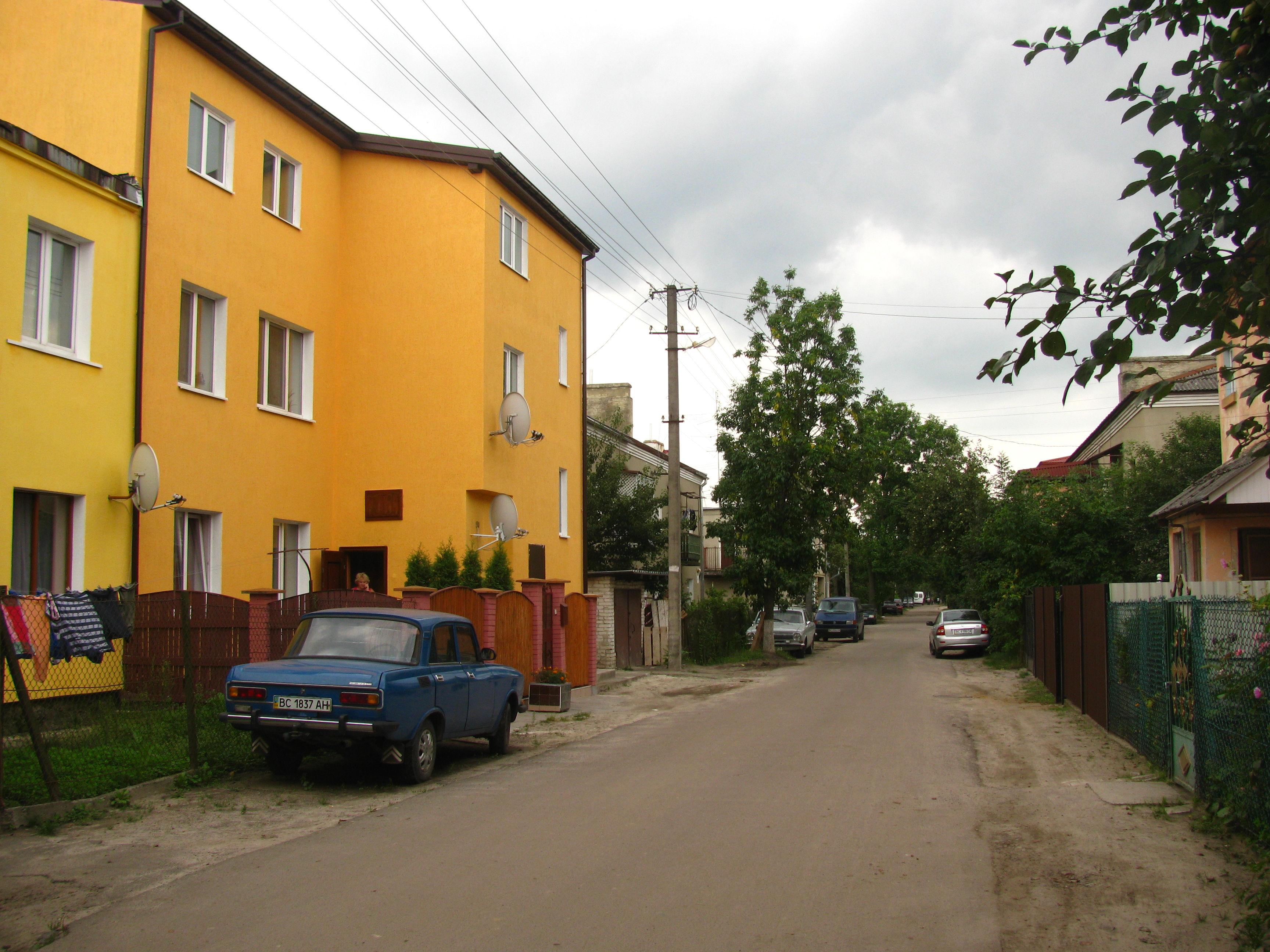
ул. Алмазная (2012)
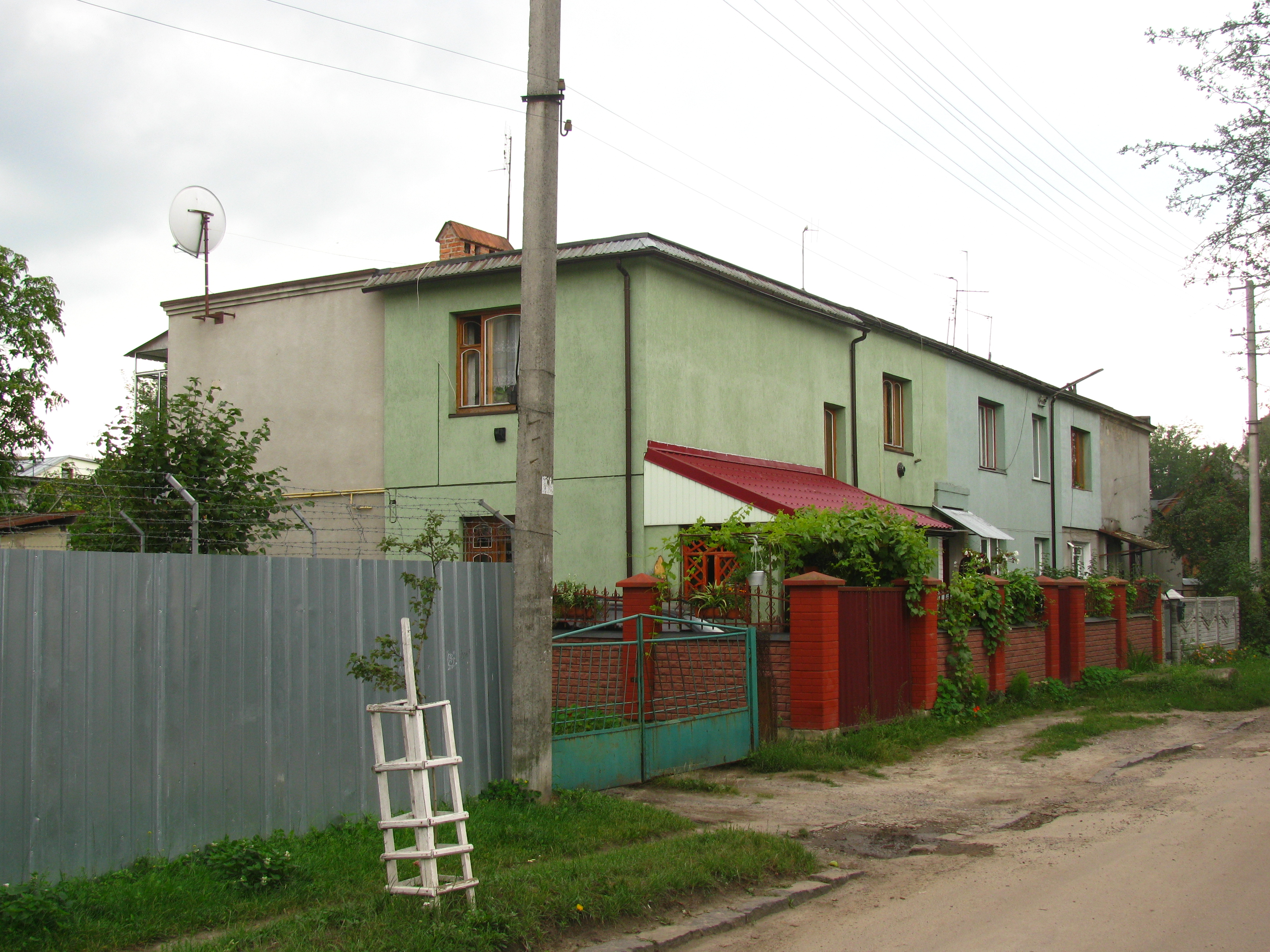
ул. Алмазная, 10 (2012)
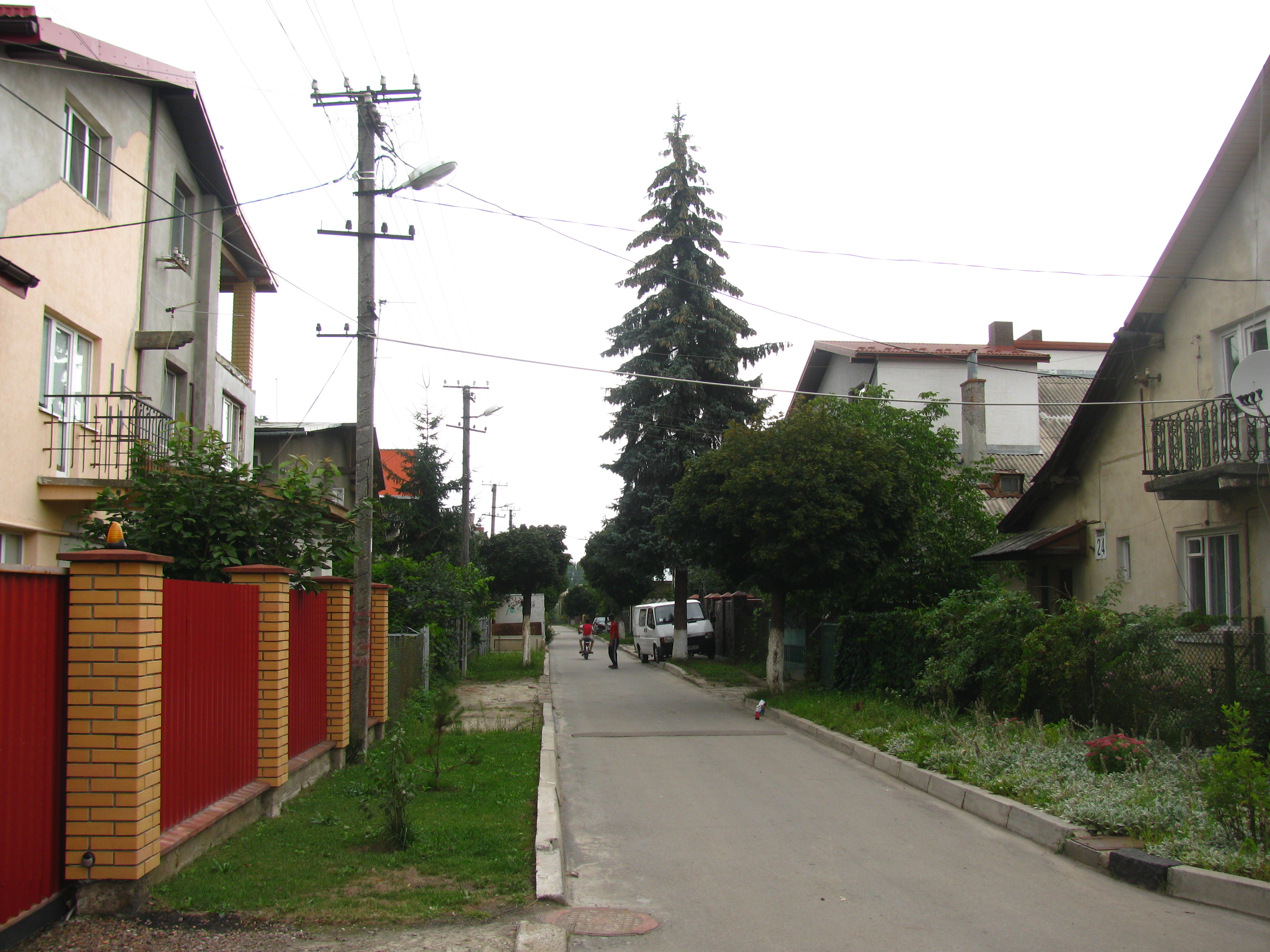
ул. Машинистов (2012)
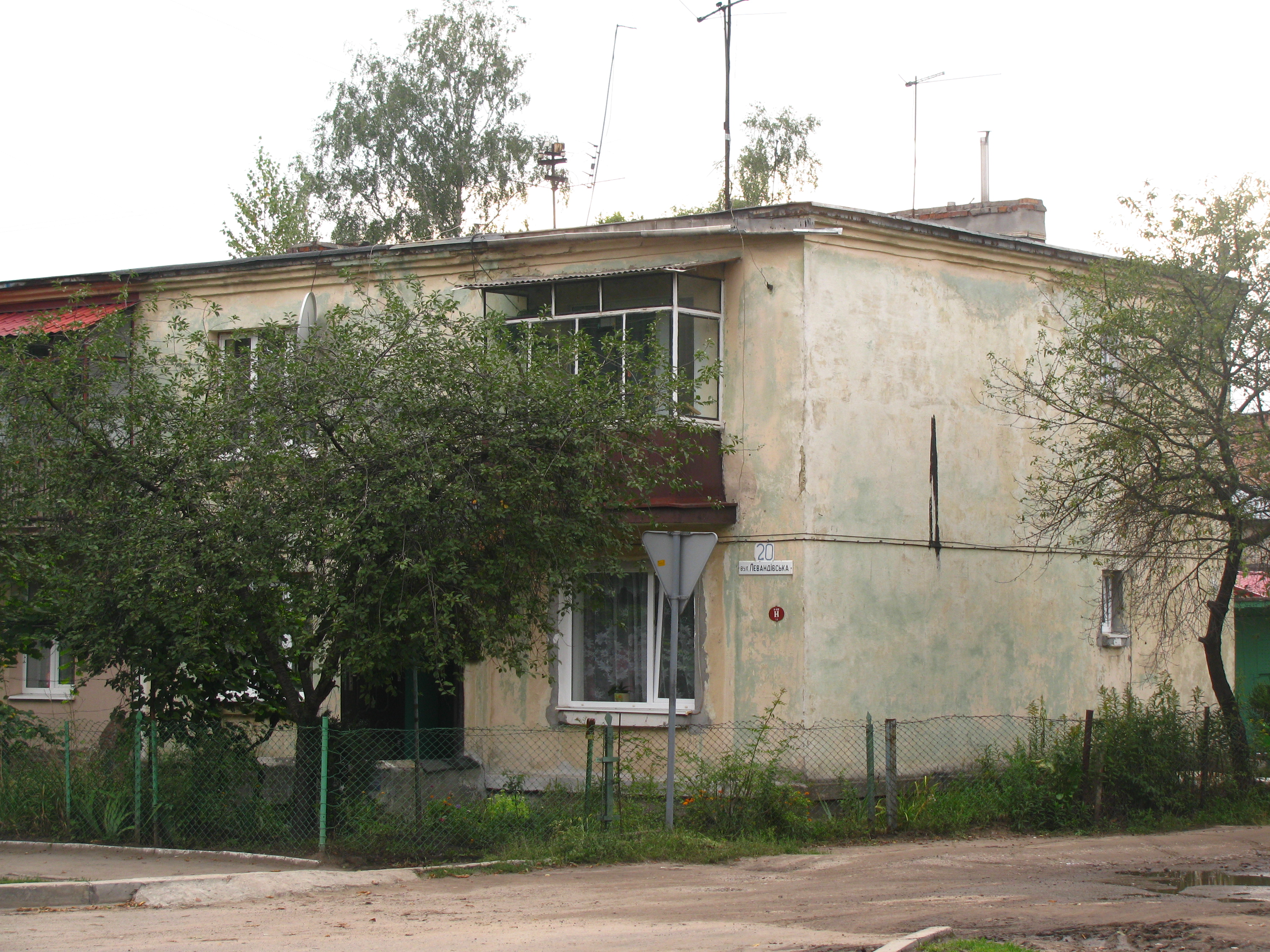
ул. Левандовская, 20 (2012)
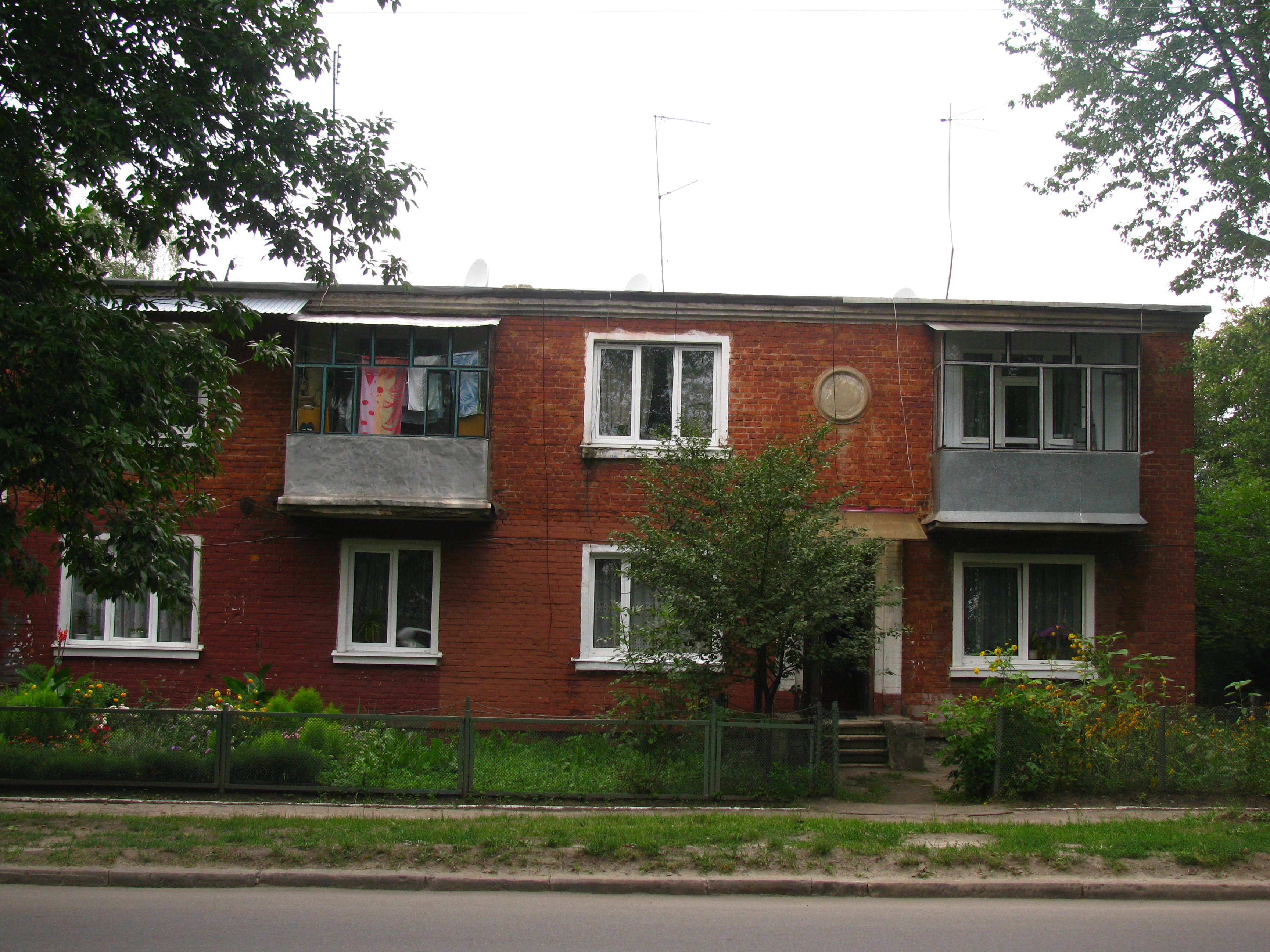
ул. Левандовская, 28 (2012)